# Tala (personaje)
Tala es una supervillana ficticia, una hechicera en el universo de DC Comics. Apareció por primera vez como una adversaria del Phantom Stranger, pero también es conocida por sus apariciones en la serie animada Liga de la Justicia Ilimitada.
Tala es la dueña de su propia parte del Infierno. Usualmente manipulando a los mortales para hacer el mal, ella también ha tratado de desatar las fuerzas del mal sobre nuestro mundo. Ocasionalmente, se ha aliado con los Señores del Caos o con el malvado hechicero Tannarak, con quien también ha tenido una relación sentimental. Tala es un enemigo del Phantom Stranger, a quien ella ha tratado de destruir y seducir varias veces. Ella parece tener un lado más amable, como se ve en el club nocturno de Tannarak 'Embrujado', donde ha esperado mesas y charló con Zatanna.

## Historia de la publicación
Tala apareció por primera vez en Phantom Stranger vol. 2 #4 y fue creado por Neal Adams y Robert Kanigher.

## Biografía del personaje

### Pre-crisis
Tala, la Reina del Mal, es una entidad mística malvada y la amante del Círculo Oscuro. Su agenda a menudo consiste en engañar a los mortales para que hagan actos malvados, o desencadenar el apocalipsis en el mundo moderno. Con frecuencia enfrenta al Phantom Stranger, generalmente junto con el Doctor Trece usando sus poderes para esclavizar a un mortal. Con frecuencia profesa una atracción por el Phantom Stranger, tratando de seducirlo.

### Post-Crisis
Distinguido por su utilización de la serie para los fenómenos sobrenaturales reales y no desacreditando al misticismo como su primera encarnación, Tala es conocida como la némesis del Phantom Stranger. Ella es un demonio y una amante del Infierno, y sus motivos reflejan dichos orígenes, como se le conoce, ya sea para tratar de condenar a las almas de los mortales a la ruina o el objetivo de desencadenar males apocalípticos sobre el mundo. Ella ha afirmado que encuentra atractivo al Phantom Stranger y, por lo tanto, está interesado en él, pero los cómics nunca han seguido estos lineamientos, ni se sabe que estas afirmaciones sean ciertas.

## Poderes y habilidades
Tala es una Hechicera con grandes capacidades mágicas, llegando a tener incluso una parte del Inframundo bajo su mando, ella puede usar la magia y hechicería, manipular la oscuridad, poseer a una o varias personas bajo su control, geokinesis, manipulación del tiempo y como Alquimia; tiene un amplio conocimiento de la fabricación de pociones y conjuros.
Tala parece ser atraída por hombres de gran poder como el Phantom Stranger. Ella afirma que muchos hombres han caído en su gran belleza y que puede llevar a estos hombres a un nivel de dicha que solo el Caos puede traer. El Phantom Stranger parece ser el único objetivo que ella no ha convertido en una víctima.

## En otros medios

### Televisión
- Tala apareció en la serie animada Liga de la Justicia Ilimitada con la voz de Juliet Landau. Ella aparece como uno de los miembros clave del Proyecto Cadmus. Su papel en el grupo de operaciones secretas del gobierno nunca se detalla específicamente, aunque se determina que ella es responsable de los proyectos místicos y mágicos, como tratar de aplicar ingeniería inversa al Aniquilador (la armadura viviente de Hefesto que se forjó para Ares). Mientras es retratada como una líder del proyecto, sentada en la gran mesa, queda atrapada en un espejo por el engaño de Félix Fausto en el episodio "El Equilibrio" y no se la ve por el resto de la segunda temporada. Ella es, en este momento, no el mal inmortal de los cómics, sino un hábil mago cuyo encarcelamiento mágico en manos de Fausto muestra que tiene límites a sus poderes. Está fuertemente implicada con Fausto fue su maestro y que alguna vez fueron amantes. Tala reaparece en la última temporada, esta vez como miembro de la Sociedad Secreta creada por Gorilla Grodd. En el episodio "Venganzas Mortales", se explica que escapó del espejo con la ayuda de Grodd. Ella ha asumido la posición de Giganta como compañera femenina de Grodd después de su arresto y también se desempeña como maestra de magia y misticismo de la Sociedad Secreta. Cuando Lex Luthor tomó el control de la Sociedad Secreta de Grodd (al final del mismo episodio), Tala cambió rápidamente de posición, jurando lealtad a Luthor y convirtiéndose en su nueva compañera (con implicaciones de una relación más íntima en "El Gran robo de Cerebros"). En ese mismo episodio, muestra interés en Flash (cuya mente había cambiado con la de Luthor durante un percance con el Doctor Fate), a quien ella implica es una compañero mucho más atenta que Luthor, y expresa su desilusión cuando se revela el cambio y Luthor regresó a su cuerpo. En estas apariciones recientes, las cualidades seductoras que muestra su versión cómica han llegado a su caracterización. En el penúltimo episodio de la serie, Tala se harta de Luthor, ya que se preocupa más por restaurar a Brainiac y recuperar su anterior divinidad que ella. Libera a Grodd y lo ayuda a montar una insurrección contra Luthor. Lex logra derrotar a Grodd. Gracias a un amuleto mágico muy caro que compró en caso de que Tala lo atacara con su magia, Lex toma prisionero a Tala. Ella trata de abrirse paso hasta las buenas gracias de Luthor, pero él revela que tiene otros planes para ella. Él la ata a una máquina diseñada para extraer místicamente la esencia de Brainiac de los restos de su base de asteroides, que fue destruida en el episodio de la Liga de la Justicia "Anochecer", y tenía la intención de hacerlo bien antes de organizar la insurrección. El uso de la máquina mata a Tala, aludido por su horrible grito y confirmado en una entrevista con el equipo creativo del programa. Sin embargo, en lugar de resucitar a Brainiac como Luthor pretendía, el último acto de Tala, como se señala en el comentario del DVD como su acto final de venganza contra Luthor, es resucitar Darkseid en su lugar (Darkseid había muerto en la misma explosión que destruyó el asteroide donde se encontraba Brainiac).[4][5]

### Videojuegos
Tala aparece en DC Universe Online. Aparece como vendedora de I + D en el ala mágica del Salón de la Perdición. Además, ella es la jefa final de la operación "Black Dawn" en DLC 5 "Hand of Fate". En el nuevo evento estacional de Halloween The Witching Hour, Tala pide la ayuda de los villanos. Ella explica que alguien le robó sus poderes y los está usando para desatar el infierno en Gotham, que originalmente era el plan de Tala. Después de enviar los Fantasmas Enmascaradas de vuelta al Infierno, el villano debe ir a la Mascarada de Medianoche y luchar junto a Tala y Klarion, el Niño Brujo (el que robó los poderes de Tala). Durante la lucha, Klarion usa los poderes de los muchos héroes mágicos y villanos que robó, incluidos los poderes de Tala.

### Diverso
En la serie de cómics Justice League Unlimited (número 37), el espíritu de Tala regresa y conduce a El Espectro a un descontrol antes de que Batman, Chica Halcón, Deadman y Jim Corrigan (el anfitrión humano del Espectro) detengan su alboroto. Afortunadamente, el Doctor Fate la encarcela dentro de una bola de cristal y detiene sus planes. Estos eventos no son necesariamente un canon para la serie animada, aunque está destinado a serlo como el tema fue escrito por Matt Wayne (quien escribió la última aparición de Tala en el penúltimo episodio de la serie "Vivo"). La historia del cómic se planeó como un episodio pero nunca llegó a formalizarse.